# Culex rubithoracis
Culex rubithoracis är en tvåvingeart som först beskrevs av George Frederick Leicester 1908.  Culex rubithoracis ingår i släktet Culex och familjen stickmyggor. Inga underarter finns listade i Catalogue of Life.